# Partido Progresista Nacional (Finlandia)
El Partido Progresista Nacional (en finés: Kansallinen Edistyspuolue; en sueco: Framstegspartiet) fue un partido político liberal en Finlandia de 1918 a 1951. El partido se fundó el 8 de diciembre de 1918, después de la guerra civil finlandesa, por la mayoría republicana del Partido Joven Finlandés y la minoría republicana del Partido Finlandés (al día siguiente los monarquistas de ambos partidos fundaron el Partido Coalición Nacional.)
Miembros famosos del partido incluyen a Kaarlo Juho Ståhlberg y Risto Ryti, el primer y quinto Presidente de Finlandia, y a Sakari Tuomioja.
El Partido Progresista Nacional finalizó su existencia a comienzos de 1951, cuando la mayoría de sus miembros activos se unieron al Partido Popular de Finlandia. Un grupo minoritario incluyendo a Sakari Tuomioja, fundó la Liga Liberal.

## Resultados electorales
| Elección | Votos        | Votos  | Escaños | Escaños     | Resultado                         |
| Elección | N°           | %      | N°      | +/-         | Resultado                         |
| -------- | ------------ | ------ | ------- | ----------- | --------------------------------- |
| 1919     | 123.090 (#4) | 12,81% | 26/200  |             | Gobierno de coalición             |
| 1922     | 79.676 (#6)  | 9,21%  | 15/200  | 11          | Gobierno de coalición             |
| 1924     | 79.937 (#6)  | 9,09%  | 17/200  | 2           | Gobierno de coalición (1924–1925) |
| 1924     | 79.937 (#6)  | 9,09%  | 17/200  | 2           | Oposición (1925–1927)             |
| 1927     | 61.613 (#6)  | 6,77%  | 10/200  | 7           | Oposición (1927–1928)             |
| 1927     | 61.613 (#6)  | 6,77%  | 10/200  | 7           | Gobierno en minoría (1928–1929)   |
| 1929     | 53.301 (#6)  | 5,60%  | 7/200   | 3           | Oposición (1929–1930)             |
| 1929     | 53.301 (#6)  | 5,60%  | 7/200   | 3           | Gobierno en minoría (1930)        |
| 1930     | 65.830 (#5)  | 5,83%  | 11/200  | 4           | Gobierno de coalición             |
| 1933     | 82.129 (#5)  | 7,41%  | 11/200  | Sin cambios | Gobierno de coalición             |
| 1936     | 73.654 (#6)  | 6,28%  | 7/200   | 4           | Gobierno de coalición             |
| 1939     | 62.387 (#6)  | 4,81%  | 6/200   | 1           | Gobierno de coalición             |
| 1945     | 87.868 (#6)  | 5,17%  | 9/200   | 3           | Gobierno de coalición (1945–1946) |
| 1945     | 87.868 (#6)  | 5,17%  | 9/200   | 3           | Oposición (1946-1948)             |
| 1948     | 73.444 (#6)  | 3,91%  | 5/200   | 4           | Oposición (1948-1950)             |
| 1948     | 73.444 (#6)  | 3,91%  | 5/200   | 4           | Gobierno de coalición (1950–1951) |